# Akechi Mitsuhide

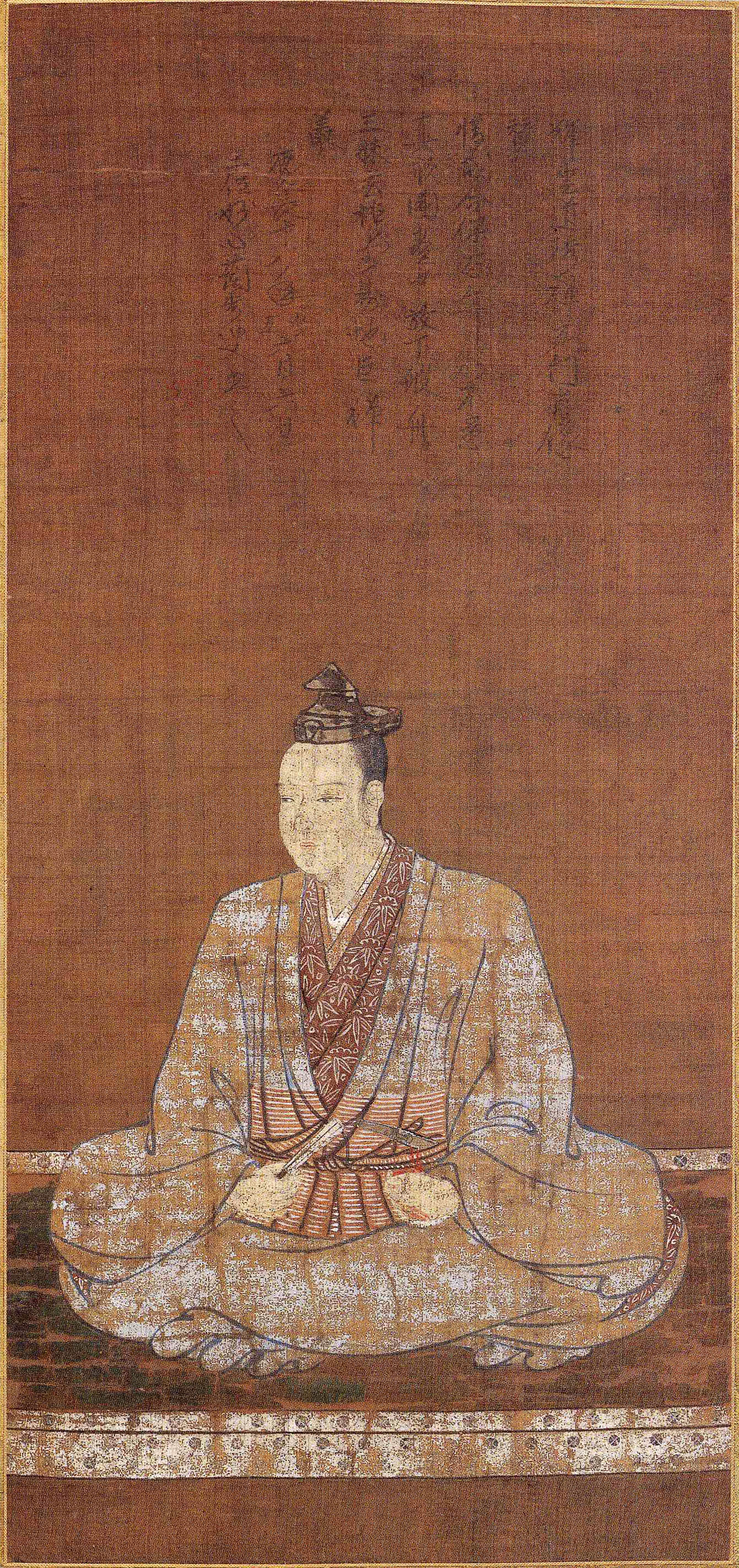
Akechi Mitsuhide

Akechi Mitsuhide (japanisch 明智 光秀; * 10. März 1528 in der Provinz Mino; † 2. Juli 1582 in der Provinz Yamashiro) lebte zur Sengoku-Zeit (1467–1568) und diente als General unter dem japanischen Kriegsherren Oda Nobunaga. 

## Leben

### Jugend und Kriegszeit
Akechi wurde als Sohn des Burgherrn der Akechi-Burg im Jahre 1528 geboren. Die Familie diente dem Daimyō Saito Dosan. Als dieser im Streit mit seinem Sohn Yoshitatsu lag, wurde die Akechi-Burg von Yoshitatsu im Jahre 1556 überfallen und niedergebrannt. Viele Familienangehörige der Akechi-Sippe fielen diesem Überfall zum Opfer.
Auf der Suche nach einem neuen Herren zeichnete sich Akechi durch sein Talent im Schießen aus. Zur damaligen Zeit kamen die ersten Arkebusen in Japan auf, die durch die Portugiesen ins Land gebracht wurden. Dadurch wurde der Fürst Asakura Yoshikage auf ihn aufmerksam und machte Akechi zu seinem Untertan. 

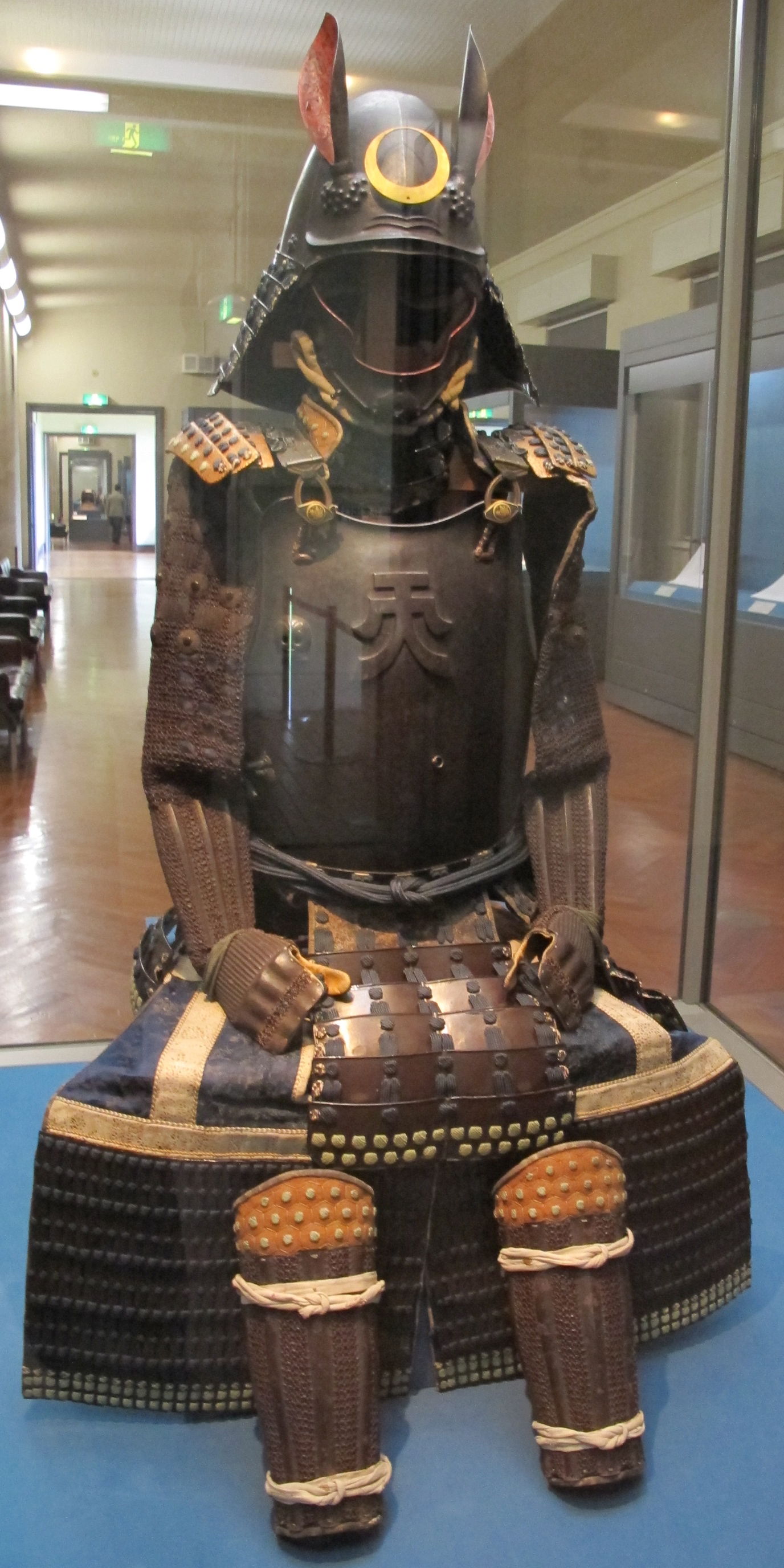
Akechi Mitsuhides Rüstung

Als der 13. Shōgun des Ashikaga-Shōgunates, Ashikaga Yoshiteru, 1565 starb und sein jüngerer Bruder Ashikaga Yoshiaki aus Kyōto vertrieben wurde, schloss sich Akechi diesem an und gewann dessen Vertrauen. Ashikaga Yoshiaki stützte sich auf den jungen Kriegsherren Oda Nobunaga, um durch dessen militärische Stärke das Shōgunat zu erlangen, was ihm 1568 auch gelang. Akechi wurde durch diese Verbindung Untertan von Oda. Durch seine Stellung zu beiden Fürsten wurde er in der Folgezeit zu einem Mittler zwischen den beiden. 1571 erhielt er dann auch die Erlaubnis von Oda sich am Shiga-See eine eigene Burg bauen zu dürfen. Im selben Jahr vernichtete Oda das Enryaku-ji-Kloster. Durch Odas Brutalität gegenüber seinen Gegnern kam es zur ersten Konfrontation mit Akechi.
Der Shōgun war nicht mehr bereit Odas Eingriffe zu dulden und stellte sich ihm offen entgegen. Akechi wusste als General, dass die Truppen des Shōguns wenig Siegchancen gegen Odas Truppen hatten, so dass er resigniert in Odas Lager überwechselte. 1573 besiegte Oda den Shōgun und vertrieb ihn aus Kyōto, damit endete das Ashikaga-Shogunat nach 237 Jahren.
Die Distanz zwischen Oda und Akechi wuchs durch Odas Brutalität immer weiter. Im Kampf gegen die Ikkō-Sekte (heute besser bekannt als Jōdo-Shinshū) wurde die Burg Nagashima vollständig niedergebrannt und über 20.000 Opfer auf Seiten der Ikkō-Sekte waren zu beklagen. Bei der Schlacht von Nagashino sollen 3.000 Tanegashima-Arkebusen benutzt worden sein, diese waren schlachtentscheidend und gehen auf Akechis Plan zurück. Als Dank erhielt er das Land Tanba westlich von Kyōto und eroberte es sofort.

### Schmähung
Es soll durch Oda zu Schmähungen und herabsetzendem Verhalten an Akechi gekommen sein. Folgende Geschichten sind überliefert:

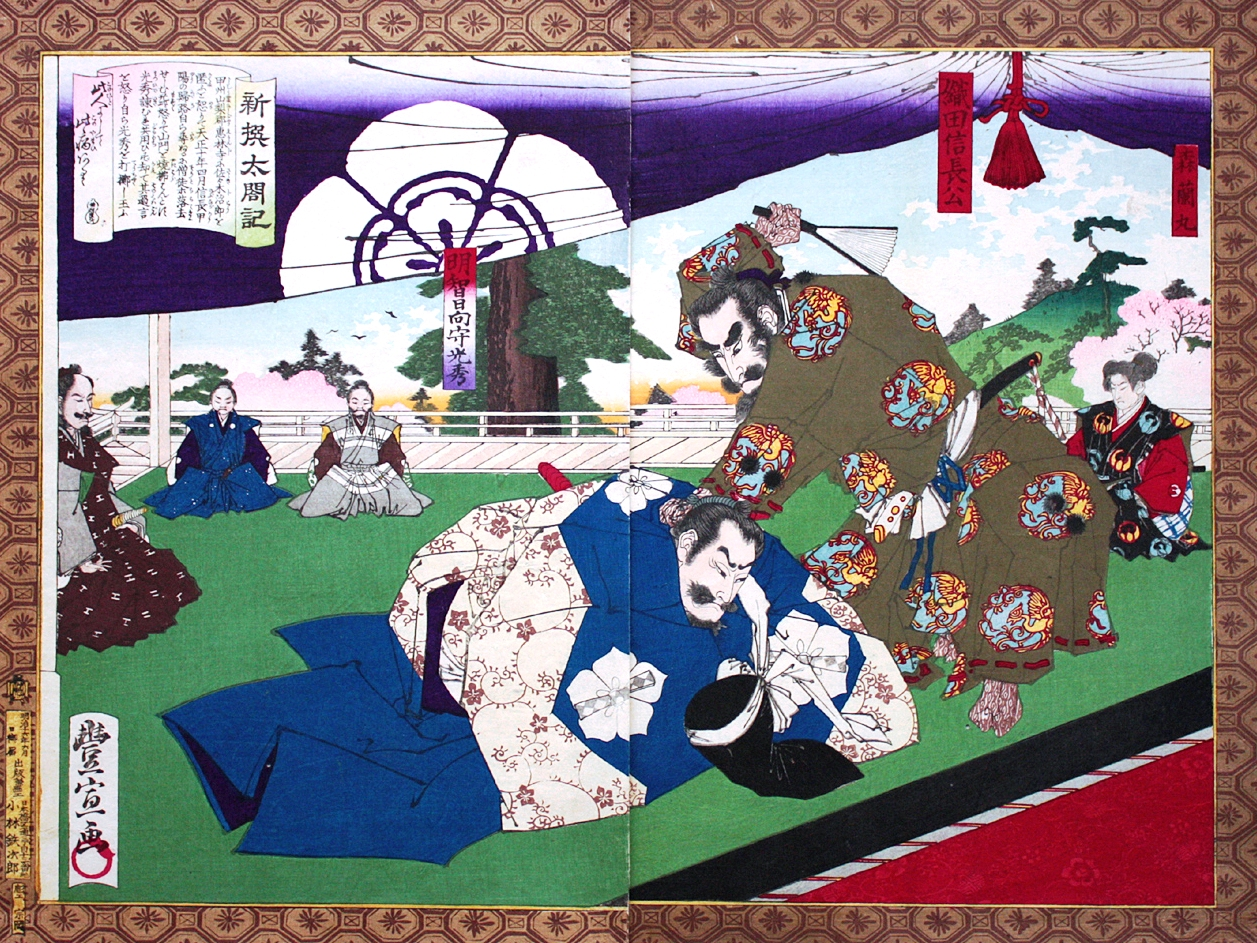
Oda Nobunaga schlägt und demütigt Akechi Mitsuhide

- Während eines Gastmahls hatte Oda im angetrunkenen Zustand Akechis Kopf unter seinen Arm geklemmt und diesen wie eine Trommel mit dem Fächer traktiert
- Nach der Schlacht gegen die Takeda hatte Akechi angemerkt, dass sich die Anstrengungen gelohnt hätten. Oda fragte darauf empört, was Akechi dort geleistet hätte und stieß dessen Kopf gegen ein Geländer.
- Als Oda sich entschied, entgegen seinem eigenen Versprechen gegen Fürst Chosokabe Motochika Krieg zu führen, verlor Akechi sein Gesicht, da er als Garant der Sicherheit für Chosokabe stand, der zu diesem Zeitpunkt mit ihm als Mittler in Namen Odas verhandelte.
- Saito Toshizo war Samurai von Inaba Ittetsu, hatte sich von diesem losgesagt und wurde Rōnin. Akechi akzeptierte ihn als Untertan. Als Inaba bei Oda intervenierte, um die Rückgabe Saitos zu erreichen, gab dieser Akechi den Befehl dazu. Als Akechi sich weigerte, wurde er von Oda an den Haaren gegriffen und auf den Boden gezogen. Schließlich stieß Oda den Kopf des Akechi mehrmals gegen eine Säule des Flurs. Weil Akechi Oda immer noch nicht Folge leisten wollte, machte Oda Anstalten, sein Schwert zu ziehen, wurde aber von den Leuten um ihn herum besänftigt.
- Mitte Mai 1582 erhielt Akechi den Befehl, gegen den Mōri-Clan vorzurücken und Toyotomi Hideyoshi zu unterstützen. Im schriftlichen Befehl dazu enteignete Oda Akechi und schenkte ihm Gebiete des Mōri-Clans, die überhaupt noch nicht einmal erobert worden waren.

### Attentat auf Oda, Herrschaft und Tod

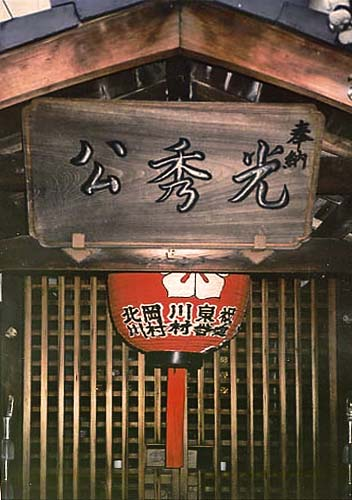
Der Schrein von Akechi Mitsuhide in Kyōto

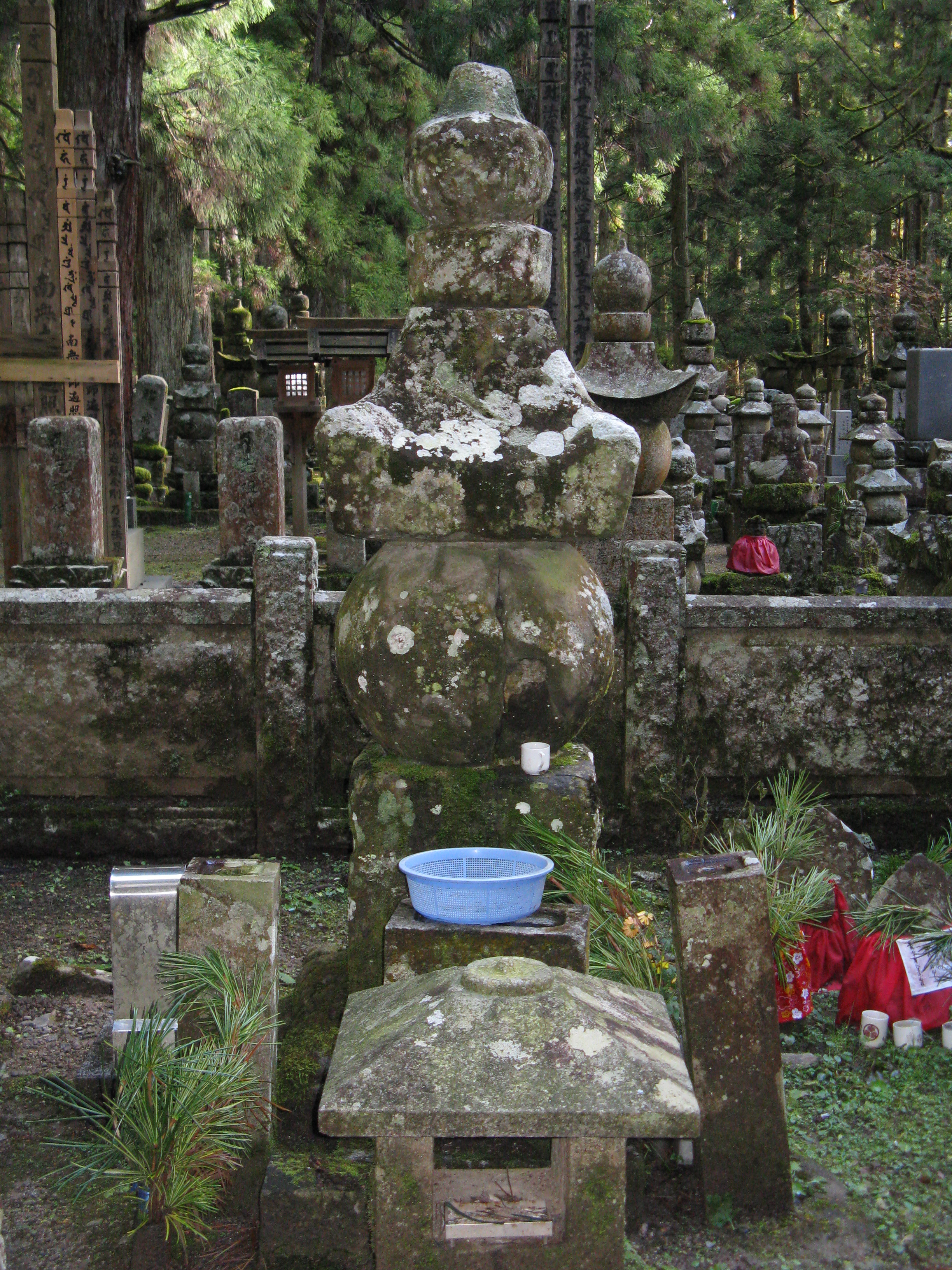
Grabmal Akechi Mitsuhides

Akechi revoltierte am 21. Juni 1582 gegen Oda. Es kann davon ausgegangen werden, dass er vom Tennō, dem ehemaligen Shōgun und weiteren Fürsten entweder unterstützt, sicherlich aber ermutigt worden ist. Nach der erfolgreichen Revolte zwang er Oda beim Honnōji-Zwischenfall einen feierlichen, rituellen Selbstmord (Seppuku) zu begehen und ermordete dessen Sohn und Erben Oda Nobutada. 
Akechi versuchte in den folgenden Tagen die Daimyō auf sich einzuschwören. Dieses Vorhaben gelang ihm nicht, da die Masse der Fürsten sich auf die Seite seiner Gegner schlug.
Toyotomi Hideyoshi schloss daraufhin sofort mit den Mōri einen Waffenstillstand und kam den Tod seines Herrn zu rächen. Toyotomi hatte 40.000 Mann gegen Akechi aufgeboten, Akechi konnte mit den verbliebenen Hilfstruppen und seiner eigenen Truppe nur 16.000 Mann stellen. Akechi entschloss sich in der aussichtslosen Lage zu einem Frontalangriff in der Schlacht von Yamazaki bei Uchidehama. Nach dreistündiger Schlacht war sein ausgeblutetes Heer von drei Seiten umzingelt und geschlagen worden.
Auf seiner Flucht wurde Akechi im nächsten Dorf von aufrührerischen Bauern oder Banditen getötet. Akechi Mitsuhides Herrschaft betrug 13 Tage.

### Weiterleben als Mönch
Einer Theorie nach ist Akechi nicht gestorben, sondern hat als der Mönch Tenkai (天海; 1536?–1643) weitergelebt. Es gibt gewisse Hinweise auf diese Theorie, da der Mönch erst nach Akechis offiziellem Ableben in Erscheinung trat. Tenkai war eng mit dem späteren Shōgun Tokugawa Ieyasu verbunden. Ferner ist belegt, dass der Mönch bei der Belagerung von Ōsaka Tokugawa Ieyasu als Berater begleitet hat, was für einen spirituellen Mönch eher unüblich war.

### Trivia
Akechi Mitsuhide beherrschte das Chadō, die japanische Teezeremonie, und war im Rengakai, der japanischen Dichtkunst, sehr beflissen. Diese Eigenschaften waren in der Zeit des Bürgerkrieges eher selten bei Generälen zu finden.

### Nachkommen
- Gemahlin: Tsumaki Hiroko
  - Hosokawa Gracia (* 1563; † 25. August 1600)
- Unbekannt
  - Akechi Mitsuyoshi (* 1569; † 4. Juli 1582)